# NGC 2342
NGC 2342 ist eine aktive Spiralgalaxie vom Hubble-Typ Sc mit ausgedehnten Sternentstehungsgebieten im Sternbild Zwillinge auf der Ekliptik. Sie ist schätzungsweise 233 Millionen Lichtjahre von der Milchstraße entfernt und hat einen Durchmesser von etwa 95.000 Lichtjahren. Gemeinsam mit NGC 2341 bildet sie das gravitativ gebundene Galaxienpaar KPG 125 oder Holm 86.
Das Objekt wurde am 10. November 1864 von dem deutschen Astronomen Albert Marth mithilfe eines 48-Zoll-Spiegelteleskops entdeckt und infolgedessen im New General Catalogue verzeichnet.